# Euphrasia callosa
Euphrasia callosa är en snyltrotsväxtart som beskrevs av Francis Whittier Pennell. Euphrasia callosa ingår i släktet ögontröster, och familjen snyltrotsväxter. Inga underarter finns listade i Catalogue of Life.